# 朝鮮民主主義人民共和国のカトリック
朝鮮民主主義人民共和国に存在するカトリックは、世界でも最悪の信教の自由に対する抑圧を受けている。差別、嫌がらせ、逮捕、拷問、収容所、そして死刑の可能性もある。朝鮮民主主義人民共和国（北朝鮮）では、「崔鶴信の一家」や「城隍堂（ソンファンダン）」などの映画によって反宗教的な思想を人びとに植えつけるなど、幼少期より「宗教は悪である」という教育が徹底的になされる。

## 概要
カトリック教会の信者数は正確には不明であるが、2002年の国際連合人権理事会の報告では800人ほどと推定されている一方で、大韓民国や国際的なキリスト教の団体はそれよりもずっと多いはずだと考えている。北朝鮮のカトリック信者は「出身成分」上、最下層である敵対階層に分類される。
北朝鮮では、当局によって承認されていない一切の宗教活動は厳しく制限されている。国家によって設立された朝鮮カトリック教協会 (Korean Catholic Association）が存在するがバチカンとのつながりはない。また、朝鮮民主主義人民共和国には常駐する（本来の）カトリックの聖職者はいない。首都平壌には国が管理する長忠大聖堂があるが、平壌以外からの脱北者は誰もこの教会の存在を知らないという。教会では外国から食糧支援団体が来ている時や、外国人の訪問者が来る時に限って集まりが催される。教会を訪れた人の証言では、北朝鮮側の出席者は外国人と会話することを認められておらず、子どもは1人もおらず、ツアーバスで集会に行き来しているという。それゆえ、北朝鮮にも「信教の自由」があると偽装するための施設と考えられている。
北朝鮮カトリック教協会は朝鮮労働党の外郭団体のひとつであり、朝鮮労働党統一戦線部の傘下組織であって、カトリック教徒としての外部活動を行いはするが、それは信仰に裏付けられたものではない。

## 大司教区と司教区
バチカンは朝鮮民主主義人民共和国を国家承認しておらず、大韓民国（韓国）の領土の一部であるとしている（以北五道を参照）。そのため北朝鮮実効支配地域にも、名目上韓国カトリック教会の大司教区・司教区が設置されている。しかし、現地ではいかなる宗教活動も行えていない状態にある。

## ローマ教皇招聘計画
金日成は、1990年以降の北朝鮮の国際的孤立に際して焦慮の念をいだき、ローマ教皇を平壌に招聘することを一時検討した。1991年、ローマ教皇を平壌に招くための常務組（プロジェクトチーム）が外務省内に設けられた。プロジェクトチームは教皇訪問に関連した儀典を外務省、宗教行事に関連した業務を統一戦線部が担当することとなったが、統一戦線部の職務態度は非協力的で全然やる気がみられなかった。実のところ、金日成は招聘計画を推進すべきと考えていたが、内政・軍事の権限を持っていた金正日はこの計画は取りやめるべきだとの決定を下していたのである。当時、「信者がいるならバチカンに連れてきてほしい」というローマ教皇庁側の要求に対し、統一戦線部がカトリック教協会に命じて信者を探し出し、ローマに連れていったことがあった。信者である老人女性は「北朝鮮にも宗教の自由がある」と教皇の前で述べ、カトリックの礼式通りに敬意を表した。教皇庁は彼女のまなざしを見ただけで信者であることを認めたというが、捜索からローマ行きまでの彼女の行動の一部始終は統一戦線部を十分に戦慄させるものであった。北朝鮮当局は結局、教皇が平壌に来ればカトリック旋風が巻き上がるであろうことを恐れ、わずか2カ月でプロジェクトチームを解散した。